# Тит Муррений Север
Тит Муррений Север (лат. Titus Murrenius Severus) — римский политический деятель и сенатор первой половины III века.

## Биография
О происхождении Севера нет никаких сведений. В декабре 202 года, в эпоху правления императора Септимия Севера, он занимал должность консула-суффекта вместе с Гаем Кассием Регалианом. Впервые о существовании Севера стало известно в 2001 году, после обнаружения и публикации нового военного диплома, в котором содержались имена неизвестных до того времени консулов-суффектов. Больше о Севере ничего неизвестно.